# Citnos
Citnos ou Citno, ou ainda Quitnos ou Quitno (em grego: Κύθνος; em italiano: Citno) é uma ilha do mar Egeu pertencente ao arquipélago das Cíclades, na Grécia, e também um município. Situa-se entre as ilhas de Ceos (Kea) e Sérifos, a 104 km do porto do Pireu e a cerca de 40 km a sudeste do cabo Sunion. Citnos tem área de 100 km2 e cerca de 100 km de linha de costa. Conta com mais de 70 praias, muitas das quais inacessíveis por estrada. De particular destaque é o istmo em forma de crescente de areia fina em Kolona.
Em 2011 tinha 1456 habitantes. A ilha tem duas localidades mais importantes: a vila de Messaria ou Kythnos (pop. 561 em 2011), conhecida localmente como "Chora", e a vila de Dryopis ou Dryopida Dryopida (pop. 325).
A antiga cidade de Kythnos está em ruínas e hoje tem o nome de Hebraeokastron, podendo-se ver as muralhas. A personalidade mais famosa da ilha foi o pintor Cídias. A ilha era conhecida principalmente pelos seus excelentes queijos. Antigamente chamava-se Diyopis.

## História

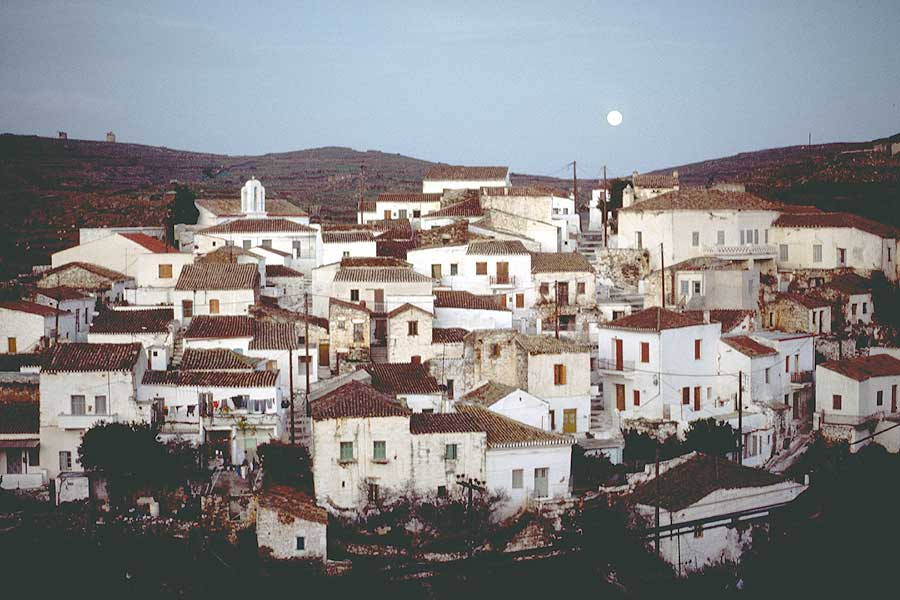
A vila de Driopis ou Dryopida Dryopida

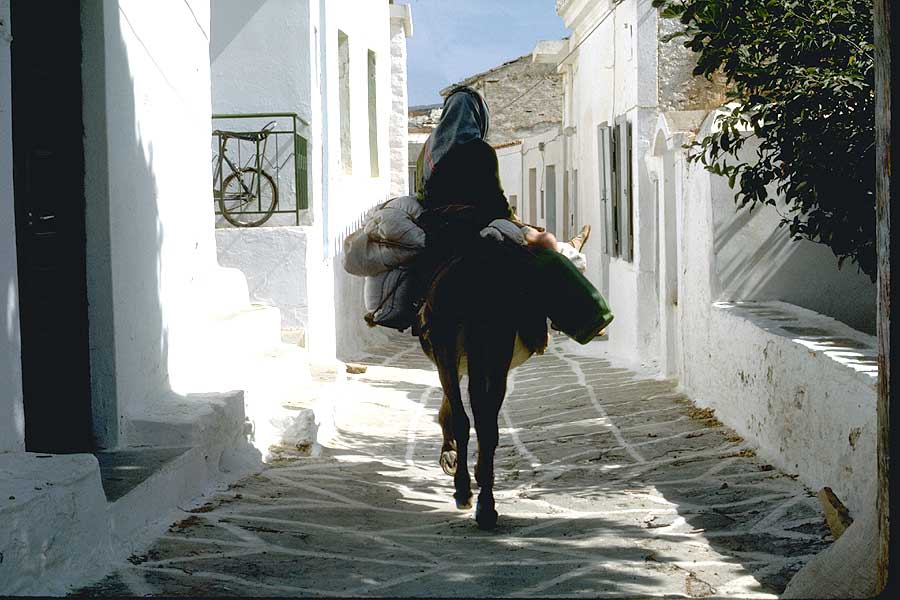
Rua típica

Citnos é muito provavelmente a ilha das Cíclades de mais antigo povoamento: há assentamentos mesolíticos (10000 a.C. a 8000 a.C.) na costa nordeste.
Só raramente a ilha é mencionada pelos autores antigos. Na batalha de Salamina (480 a.C.), Heródoto informa que Citnos  contribuiu com uma trirreme e um penteconter, e a sua contribuição é comemorada na base de um tripé de ouro em Delfos (Heródoto, VIII, 46). 
Depois da guerra do Peloponeso converteu-se em aliada de Atenas juntamente com outras ilhas. 
Não participou nas operações da batalha de Artemísio. Foi tributária de Atenas na Confederação de Delos. 
Muitas fontes indicam que Aristóteles elogiou o governo de Citnos na sua "Constituição de Citnos." Exatamente o que escreveu é difícil de determinar, dado que todos os ensaios das 158 cidades-estado se perderam menos a de Atenas. 
Na guerra entre Macedónia e Roma, em 200 a.C., foi ocupada por uma guarnição macedónia e foi cercada por Átalo I de Pérgamo e pelos ródios, mas não a puderam ocupar. 
Depois da morte do imperador Nero, um falso Nero apareceu nesta ilha e reuniu muitos adeptos, mas permaneceu pouco tempo. Continuou nas mãos do Roma e depois Bizâncio. 
Em 1205 passou para a República de Veneza e foi parte do Ducado de Naxos. Em 1207, Citnos caiu sob domínio do franco Marco Sanudo. Permaneceu em mãos venezianas durante 400 anos. Em 1279 foi uma das ilhas ocupadas pela frota bizantina dirigida pelo grão-duque Licário e ficou sob soberania bizantina até que em 1307 Giannoulis da Corogna, um cavaleiro da ordem de São João, com um grupo de soldados, ocupou as ilhas de Sifnos e Citnos, e declarou-se independente de Naxos e de Bizâncio, chamando-se senhor soberano de Sifnos e Citnos. Os Corogna regeram Citnos e Sífnos até que o último morreu em 1464. A herdeira Marietta de Corogna casou com Nikolaos Goranides (Nicolo I Gozzadini), que se converteu em senhor. 
Catarina, filha de Anxo II Gozzadini senhor de Sífnos e Citnos (morto em 1464) casou em 1462 com o duque de Naxos Jaime III Crispo (duque 1463-1480) e teve duas filhas: em 1463 Fiorenza, que foi senhora de Namfios, de Santorini em 1479, e de Paros em 1520 (morreu em 1528); e em 1466 Petronela. Mais tarde Adriana, filha de Nicolo II Gozzadini, senhor de Sífnos e Citnos casou com João IV Crispo (duque de Naxos 1517-1544); no século XVI a filha do senhor Anxo III Gozzadini de Sifnos e Citnos, Fiorenza Gozzadini, casou com Francisco IV Crispo, herdeiro do ducado de Naxos e duque associado (1536-1544) e tiveram uma filha, Fiorenza Gozzadini. Em 1537 Barba Ruiva ocupou Sífnos, mas não Citnos, que desde então teve de pagar tributo. 
Durante este período, era conhecida como Termia, um nome derivado das fontes de águas minerais da costa nordeste, na povoação de Loutra (que significa "banhos" em grego). Estes banhos eram famosos, pelo menos desde a época romana. A capital permaneceu em Kastro, que foi reconstruída como fortaleza franca e era conhecida como a Torre de Termia. 
Na sequência de um cerco os turcos venceram o último senhor veneziano, Angelo Gozzadini, em 1617.
Com a queda dos turcos, Kastro foi abandonada e a nova capital localizou-se no interior, com o nome de Mesaria Suxire. Mais tarde, esta cidade foi conhecida como Chora (o nome grego genérico para uma capital). 
Sob os otomanos, Citnos gozou de liberdade religiosa, mas era um pobre e pouco povoado lugar, ainda acossado polos piratas e sofrendo frequentes epidemias. A maioria da população sucumbiu à praga de 1823. Contudo, foi uma das primeiras ilhas a rebelar-se contra os turcos e a se unir à Grécia continental na sua luta pela independência. Durante o reinado do primeiro rei da Grécia, Oto, Citnos foi lugar de exílio para prisioneiros políticos e foi cenário da fracassada revolta de 1862 por rebeldes de Siros que tentaram libertar os prisioneiros. 
No século XIX, os da ilha ganhavam a vida como o fizeram em séculos anteriores: como pescadores ou pastores. A ilha tinha poucos recursos naturais e carecia de águas profundas para a amarração dos barcos, e era relativamente inacessível. No início do século XX foi descoberto na ilha minério de ferro e os locais puderam completar os seus escassos rendimentos trabalhando nas minas. Estas minas, contudo, estiveram fora de atividade na Segunda Guerra Mundial, e outra vez, a povoação da ilha diminuiu, e a gente nova deixou-a para procurar emprego e uma vida melhor em Atenas ou mais longe. 
O boom turístico grego de metade do século XX em grande parte não afetou Citnos devido à carência de águas profundas no porto para os ferrys. A construção de um novo espigão em 1974 precipitou grandes mudanças. Hoje a ilha é um moderno e próspero lugar, com turismo crescente. Lidera as experiências de energias alternativas, com o estabelecimento em 1983 do primeiro parque eólico da Grécia, que hoje fornece eletricidade a muitas ilhas. Numerosas casas individuais em vales remotos estão equipadas com sistemas fotovoltaicos, e quase todas as casas usam energia solar. 
Devido à sua proximidade a Atenas, Citnos converteu-se nu. lugar de moda para as férias domésticas, ao qual há que acrescentar que é um destino acessível para os visitantes estrangeiros. Além das suas numerosas praias e pitorescas localidades, também é o local de uma das cavernas mais importantes da Grécia, a Caverna Katafiki em Driopida. Esta gruta, visitada pela primeira vez na década de 1830 e descrita polo geólogo Fiedler, tem um único "schratten" ou cortinas de pedra, além de espeleotermas. Foi uma mina até 1939 e atualmente é uma atração turística.